# Afdas
L'Afdas (Assurance Formation Des Activités du Spectacle) est opérateur de compétences (OPCO) des secteurs de la culture, des industries créatives, des médias, de la communication, des télécommunications, du sport, du tourisme, des loisirs et du divertissement. 

## Ses cinq missions principales

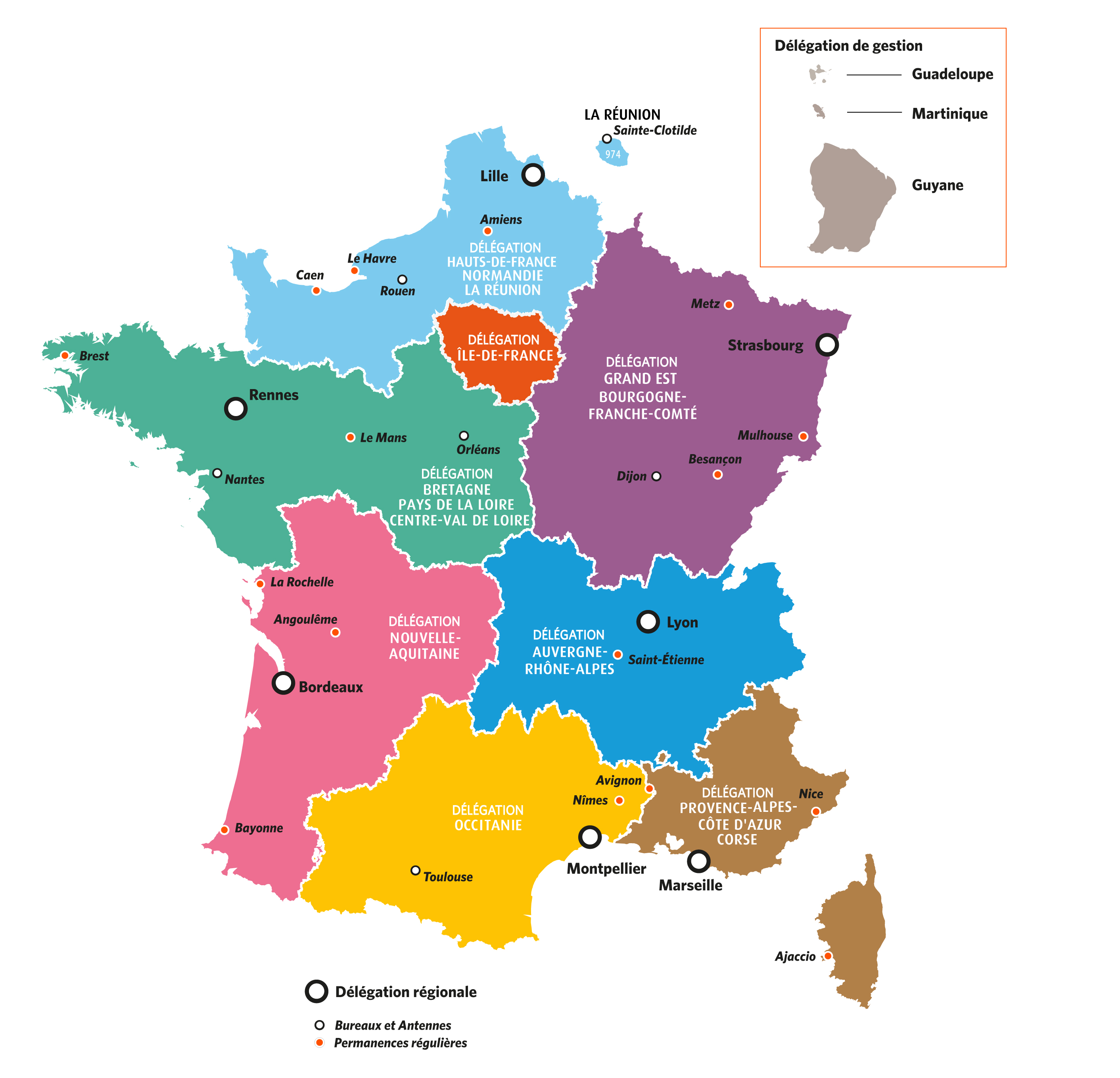

- Accompagner le développement de l’alternance

- Accompagner les entreprises dans le développement de la formation et particulièrement les TPE - PME

- Accompagner les branches professionnelles dans le développement de certifications et l’observation de l’emploi

- Accompagner les mutations économiques

- Développer l’accès à la formation pour les publics spécifiques (intermittents du spectacle, artistes-auteurs)

## Historique
L'Afdas a été créé en 1972 par voie conventionnelle, sous la forme d'une association loi de 1901, à l'initiative des partenaires sociaux du spectacle vivant, en vue d'« appli[quer] la loi du 16 juillet 1971 relative à la formation professionnelle dans les entreprises du spectacle ». Son champ d'action s'est progressivement élargi en accueillant d'autres secteurs d'activité : le cinéma, l'audiovisuel et la publicité en 1987, les loisirs en 1990 et les secteurs de la presse écrite, des agences de presse et de l'édition en 2011. De 2012 à 2019, le champ d'intervention de l'Afdas concerne environ 40 000 entreprises et près de 600 000 professionnels (salariés permanents et intermittents, artistes-auteurs et pigistes). Le 1er avril 2019, dans le cadre de la réforme de la formation professionnelle et de l'apprentissage, l'Afdas devient opérateur de compétences des secteurs de la culture, des industries créatives, des médias, de la communication, des télécommunications, du sport, du tourisme, des loisirs et du divertissement.

## Chiffres-clés 2017
Collecte globale Afdas : 291 M€, dont 59,3 M€ au titre de la taxe d’apprentissage
Actions de formation : 136 162
Entreprises cotisantes : 40 023
Taux d’accès à la formation des salariés permanents : 26,5 %
Nombre d’organismes de formation financés par l’Afdas : 8 700
Subventions : 36,7 M€.